# Bruce LaBruce
Bruce LaBruce, né Justin Stewart à Southampton (Ontario) le 3 janvier 1964, est un écrivain, photographe et réalisateur canadien.

## Biographie
Il commence sa carrière artistique dans des fanzines punk homosexuels, parmi lesquels J.D.s, avec la dessinatrice et réalisatrice G. B. Jones. Il se met aussi à réaliser des courts-métrages en super 8, imposant une vision pornographique et provocante de l'homosexualité, à l'encontre des représentations consensuelles.
Il réalise son premier long-métrage en 1991, No Skin Off My Ass, avec G.B. Jones, dans lequel il incarne un coiffeur efféminé amoureux d'un jeune skinhead. Il se met en scène dans son film suivant, Super 8 1/2, comme cinéaste empli de rêves de gloire malgré sa carrière pornographique.
On retrouve cette autoglorification ironique, mâtinée de mythomanie, dans Hustler White (1996). Ce film, réalisé avec le photographe Rick Castro, le montre sous les traits de Jürgen Anger (hommage à Kenneth Anger), un cinéaste qui tombe amoureux d'un prostitué de Los Angeles joué par Tony Ward. Le film doit sortir en salles en France, mais il est d'abord censuré avant que la ministre de la Culture d'alors, Catherine Trautmann, le « désixe », remplaçant le classement X par un visa "interdit aux moins de 16 ans" assortis d'un avertissement "le public est averti que ce film comporte des scènes à caractère sexuel particulièrement violentes qui sont susceptibles de choquer la sensibilité du spectateur", allant ainsi à l'encontre de l'avis du CNC. Le film contient en effet de nombreuses scènes de sexualités hors-norme (entre autres du BDSM joué par Ron Athey). Hustler White reçoit d'ailleurs le grand prix du Festival international de films trash.
LaBruce tourne ensuite un film à Londres pour Cazzo Film, une société de production de films pornographiques berlinoise. On retrouve dans Skin Flick les Gay skins de ses débuts. C'est ensuite avec un humour iconoclaste que The Raspberry Reich met en scène des terroristes sexuels qui se révoltent contre l'hétérocentrisme.
Bruce LaBruce a aussi travaillé comme photographe pour des magazines pornographiques et comme chroniqueur et critique de musique pour les magazines Toronto's Eye Magazine et Exclaim. Il a écrit deux livres sur son activité de pornographe.
Son film L.A. Zombie essayant de surfer sur le succès de son précédent film Otto; or Up with Dead People, en reprenant le thème du zombie dans un film pornographique, n'eut pas le même engouement public ni critique (aux États-Unis) et ne totalise qu'une moyenne de 4,7/10 pour 130 votes sur IMDB. La distribution est essentiellement composée d'acteurs de films pornographiques de tous milieux.
Dans son film, Gerontophilia, il met en scène un garçon de 18 ans qui découvre son attirance pour les hommes âgés.
Il réside actuellement à Toronto.

## Filmographie sélective

### Comme réalisateur
- 1991 : No Skin Off My Ass
- 1994 : Super 8 1/2
- 1996 : Hustler White (en)
- 1999 : Skin Flick
- 2000 : Come as You Are
- 2004 : The Raspberry Reich[4]
- 2005 : Sugar
- 2007 : Give Piece of Ass a Chance (court métrage)
- 2008 : Otto; or Up with Dead People[5]
- 2010 : L.A. Zombie
- 2013 : Gerontophilia
- 2014 : Pierrot Lunaire (en)
- 2017 : Ulrike's Brain (en)
- 2017 : The Misandrists
- 2018 : Flea Pit, anthologie pornographique pour le studio Cockyboys
- 2020 : Saint-Narcisse (en)
- 2022 : The Affairs of Lidia
- 2024 : The Visitor

### Comme acteur
- 2016 : Boris sans Béatrice de Denis Côté : le premier ministre

## Récompenses
- Festival du film underground de Melbourne 2004 : prix spécial du jury pour The Raspberry Reich[6]
- Festival international du film gay et lesbien de Milan 2008 : meilleur film pour Otto; or Up with Dead People
- Festival du film underground de Melbourne 2004 : meilleur réalisateur étranger pour L.A. Zombie
- Festival du nouveau cinéma 2013 : Grand Prix Focus du meilleur film pour Gerontophilia
- Teddy Award 2014 : Teddy du jury pour Pierrot lunaire
- XBIZ Award 2019 : meilleur réalisateur gay[7]